# 石蟹駅
石蟹駅（いしがえき）は、岡山県新見市石蟹にある、西日本旅客鉄道（JR西日本）伯備線の駅である。駅番号はJR-V17。

## 歴史
- 1928年（昭和3年）10月25日：鉄道省伯備線備中川面駅 - 足立駅間延伸時に開業[1]。但し備中川面駅 - 当駅 - 上石見駅間列車運行は同年11月25日から。
- 1947年（昭和22年）12月11日：戦後巡幸に向かう昭和天皇のお召し列車が停車[2]。
- 1982年（昭和57年）9月10日：貨物取扱廃止[1]。
- 1984年（昭和59年）
  - 2月1日：荷物扱い廃止[1]。
  - 3月31日：直営駅から無人駅化[3]。
- 1987年（昭和62年）4月1日：国鉄分割民営化に伴い、西日本旅客鉄道（JR西日本）の駅となる[1]。
- 2021年（令和3年）3月13日：ICカード「ICOCA」の利用が可能となる[4]。
- 2022年（令和4年）
  - 9月30日：この日限りできっぷうりば営業終了[5]。
  - 10月1日：簡易委託解除、終日無人駅化[5]。

## 駅構造
単式ホーム1面1線と島式ホーム1面2線、計2面3線を有する地上駅。新見方単線・倉敷方複線の交換可能駅でもある。駅舎は単式ホームの3番のりば側にあり、島式ホーム1・2番のりばへは跨線橋で連絡している。木造駅舎を備える。
駅舎はタクシー会社の営業所となっており、2022年9月30日までは簡易委託による乗車券の発券業務が行われていたが、現在は新見駅が管理する無人駅扱いである。
自動券売機・自動改札機は設置されていないが、ICOCAが利用可能である。

### のりば
| のりば | 路線             | 方向             | 行先             |
| ------ | ---------------- | ---------------- | ---------------- |
| 1      | 伯備線           | 上り             | 倉敷・岡山方面   |
| 2      | （臨時用ホーム） | （臨時用ホーム） | （臨時用ホーム） |
| 3      | 伯備線           | 下り             | 新見・米子方面   |

付記事項
- 上り本線は1番のりば、下り本線は3番のりば。上下共用の待避線（中線）である2番のりばについては定期旅客列車発着は無いが、信号機自体は稼動している。大雨の際に折返し運転となることがある。
- 元々は駅舎側下りホームを1番のりばとして順に付番していたが、2019年3月16日ダイヤ改正に合わせて上りホーム側から1番のりばとして付番する形に変更された[6]。

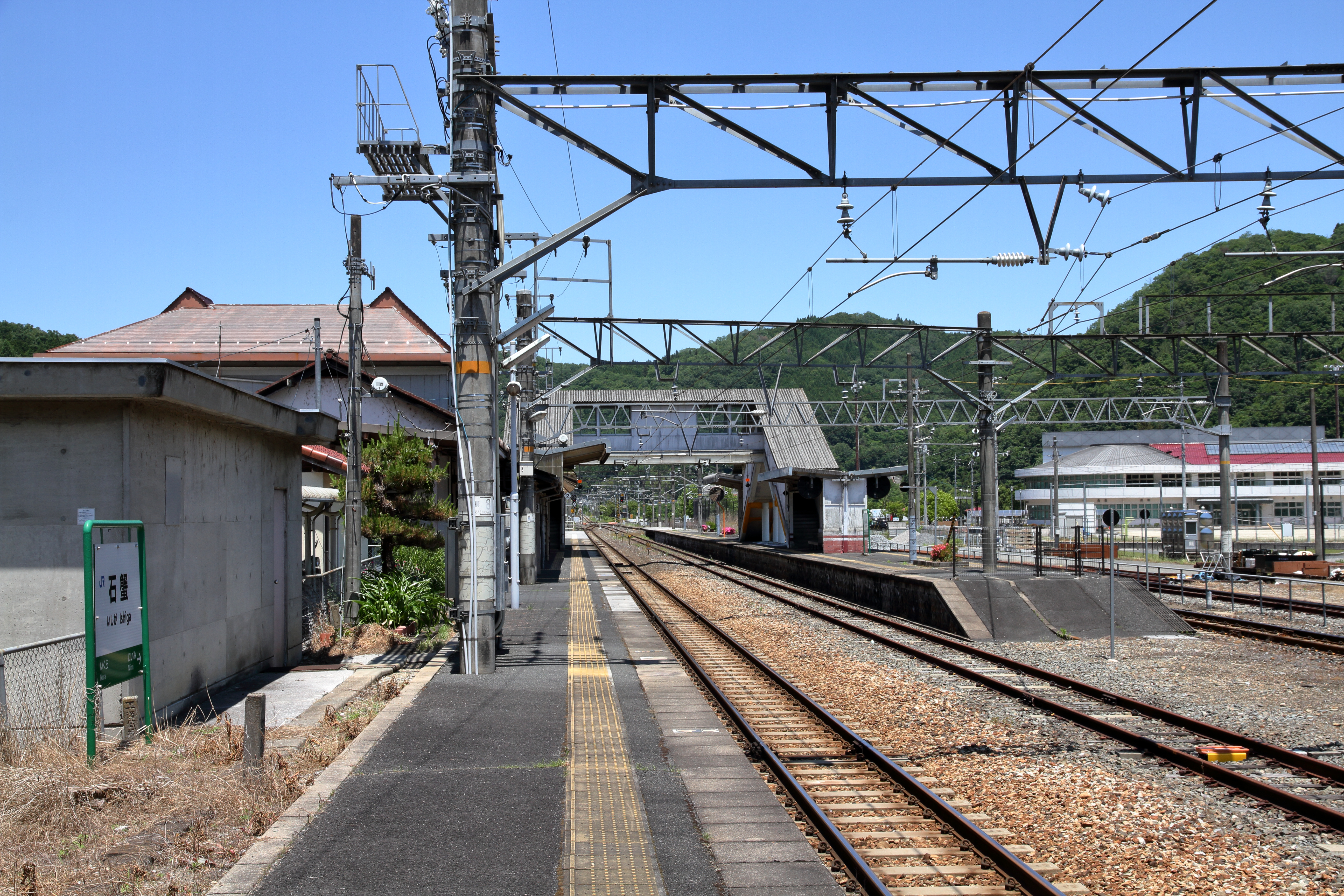
ホーム（2024年6月）

## 利用状況
近年の1日平均乗車人員の推移は以下の通り。
| 乗車人員推移 | 乗車人員推移 |
| 年度         | 1日平均人数  |
| ------------ | ------------ |
| 1999         | 139          |
| 2000         | 140          |
| 2001         | 141          |
| 2002         | 134          |
| 2003         | 137          |
| 2004         | 135          |
| 2005         | 139          |
| 2006         | 131          |
| 2007         | 138          |
| 2008         | 130          |
| 2009         | 124          |
| 2010         | 118          |
| 2011         | 126          |
| 2012         | 125          |
| 2013         | 123          |
| 2014         | 120          |
| 2015         | 110          |
| 2016         | 113          |
| 2017         | 113          |
| 2018         | 104          |
| 2019         | 103          |
| 2020         | 89           |
| 2021         | 82           |

## 駅周辺
- 石蟹簡易郵便局
- 新見市防災公園
- 新見市立新見南中学校
- 新見市立新見南小学校
- 大本八幡神社
- 高梁川
- 国道180号

## 隣の駅
西日本旅客鉄道（JR西日本）
 伯備線
井倉駅 (JR-V16) - 石蟹駅 (JR-V17) - 新見駅 (JR-V18)